# Callias de Sphettos
Pour les articles homonymes, voir Callias (homonymie).
Callias (ou Kallias) de Sphettos est un militaire et gouverneur originaire d'Athènes. Exilé en Égypte en 303 av. J.-C., il revient à la tête d'une garnison de Ptolémée Ier vers 287 av. J.-C. pour appuyer le soulèvement d'Athènes face à Démétrios Poliorcète. Victorieux, il s'y installe à nouveau jusqu'à ce que Ptolémée II le nomme gouverneur d'Halicarnasse.

## Jeunesse
Il est le fils de Thymocharès issu d'une riche famille de la Mésogée. Il s’exile en 303 av. J.-C. après la chute du régime démocratique athénien et tous ses bien matériels sont alors confisqués.

## Faits militaires
Lorsque Antigone perd la bataille d’Ipsos en 301 av. J.-C., ce qu’il reste de l’empire Macédonien est subdivisé. Après la mort de Cassandros en 297 av. J.-C., héritier de la Grèce Européenne, et quatre années d'instabilité politique, Démétrios prend le pouvoir en 294 av. J.-C.. Athènes cherche alors à se libérer de sa tutelle.
Pendant l'absence de Démétrios Poliorcète, qui lutte contre Antiochos Ier, la ville se rebelle avec l’aide des soldats égyptiens. C'est à cette occasion que Callias de Sphettos revient en Grèce à la tête d’une garnison Lagide sur l’île d’Ándros dans l’archipel des Cyclades.
Lorsque Poliorcète apprend que son autorité est mise à mal, il revient vers Athènes, décidé à massacrer les ressources agricoles présentes en Attique. Callias, avec l’appui de Ptolémée Ier va s’entourer d’un corps d’Elite, protèger la campagne qui circonscrit la ville d’Athènes tout en repoussant l’assaillant. Il est ensuite envoyé au Pirée en 287 av. J.-C. pour négocier la paix avec Démétrios.
Au service du roi d'Égypte Ptolémée Ier, Callias de Sphettos joue ainsi un rôle dans la libération d'Athènes en 287 av. J.-C. avec les troupes égyptiennes.
Ptolémée II devient alors le nouveau protecteur de la cité. Par la suite, la Grèce va par exemple pouvoir bénéficier du blé d’Egypte pour son développement. Cette influence de la dynastie Lagide, en remplacement des antigonides, signe la fin de la main mise de la Macédoine sur la Grèce.
Après la révolte d’Athènes, Callias s’installe pour vivre dans une Athènes détruite et au bord de la famine. Des années plus tard, il reste au service de Ptolémée II pour régner sur Halicarnasse en tant que gouverneur. En 269-270 av. J.-C., le peuple lui vote des honneurs grandioses : il reçoit une couronne en or massif, un éloge public, le droit à la proédrie. Une statue lui sera même dédiée.